# Eleição presidencial nos Estados Unidos em 1796
A eleição presidencial dos Estados Unidos em 1796 foi a terceira eleição quadrienal presidencial no país. Foi realizada entre 4 de novembro a 7 de dezembro de 1796. Esta foi a primeira eleição presidencial norte-americana a ser contestada em que o presidente e o vice-presidente eleitos pertenciam a partidos opostos.
O presidente George Washington recusou-se a disputar um terceiro mandato, e o então vice-presidente John Adams de Massachusetts candidatou-se à presidência pelo Partido Federalista, dando apoio ao governador da Carolina do Sul, Thomas Pinckney, para a vice-presidência. Os seus oponentes, integrantes do Partido Democrata-Republicano, foram o ex-secretário de Estado Thomas Jefferson, da Virgínia, que apoiou o senador Aaron Burr de Nova Iorque para vice-presidente. 
Na época, cada candidato concorria individualmente, sem pertencerem a uma mesma chapa. Ou seja, mesmo que Adams se tornasse presidente, se Thomas Jefferson ganhasse grande quantidade de votos, Jefferson se elegeria vice-presidente e não Pinckney. Ao contrário do ocorrido nas anteriores eleições, onde o resultado era previsível, nestas eleições tanto Democratas-Republicanos como Federalistas fizeram fortes campanhas para os seus candidatos. No final, Adams elegeu-se presidente enquanto Jefferson tornou-se o vice-presidente.
Jefferson foi atacado por não ser religioso e por sua proximidade com a Revolução Francesa. Adams foi acusado pela proximidade com a monarquia e aristocracia.

## Candidatos
- John Adams (Massachusetts), vice-presidente dos Estados Unidos;
- Samuel Adams (Massachusetts), governador de Massachusetts;
- Aaron Burr (Nova Iorque), senador dos Estados Unidos;
- George Clinton (Nova Iorque), ex-governador de Nova Iorque;
- Oliver Ellsworth (Connecticut), chefe de Justiça dos Estados Unidos;
- John Henry (Maryland), senador dos Estados Unidos;
- James Iredell (Carolina do Norte), juiz da Suprema Corte dos Estados Unidos;
- John Jay (Nova Iorque), Governador de Nova Iorque;
- Thomas Jefferson (Virgínia), ex-secretário de Estado dos Estados Unidos;
- Samuel Johnston (Carolina do Norte), senador dos Estados Unidos;
- Charles Cotesworth Pinckney (Carolina do Sul), embaixador dos Estados Unidos na França;
- Thomas Pinckney (Carolina do Sul), ex-governador da Carolina do Sul.

### Foto dos candidatos federalistas

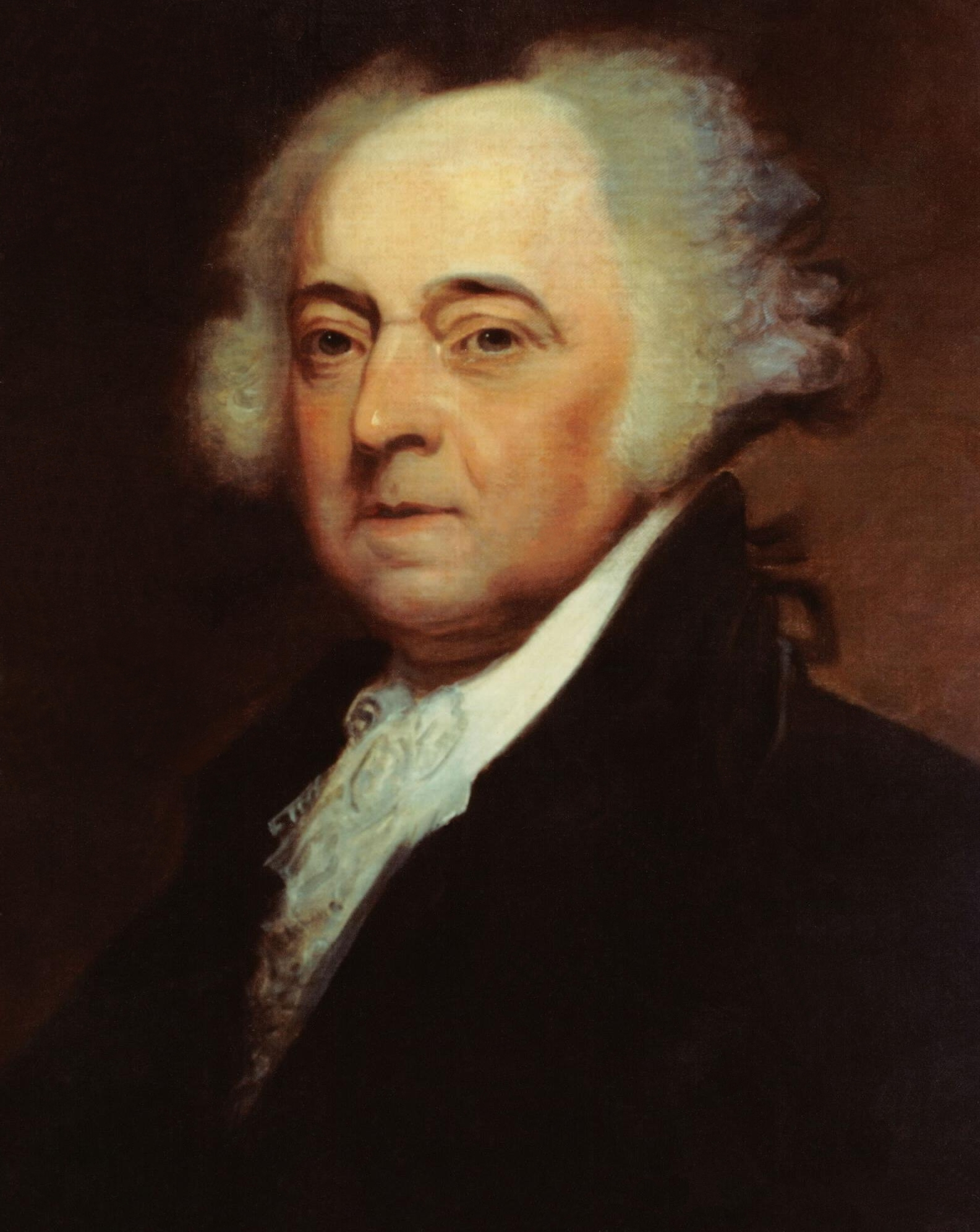
John Adams (Massachusetts)
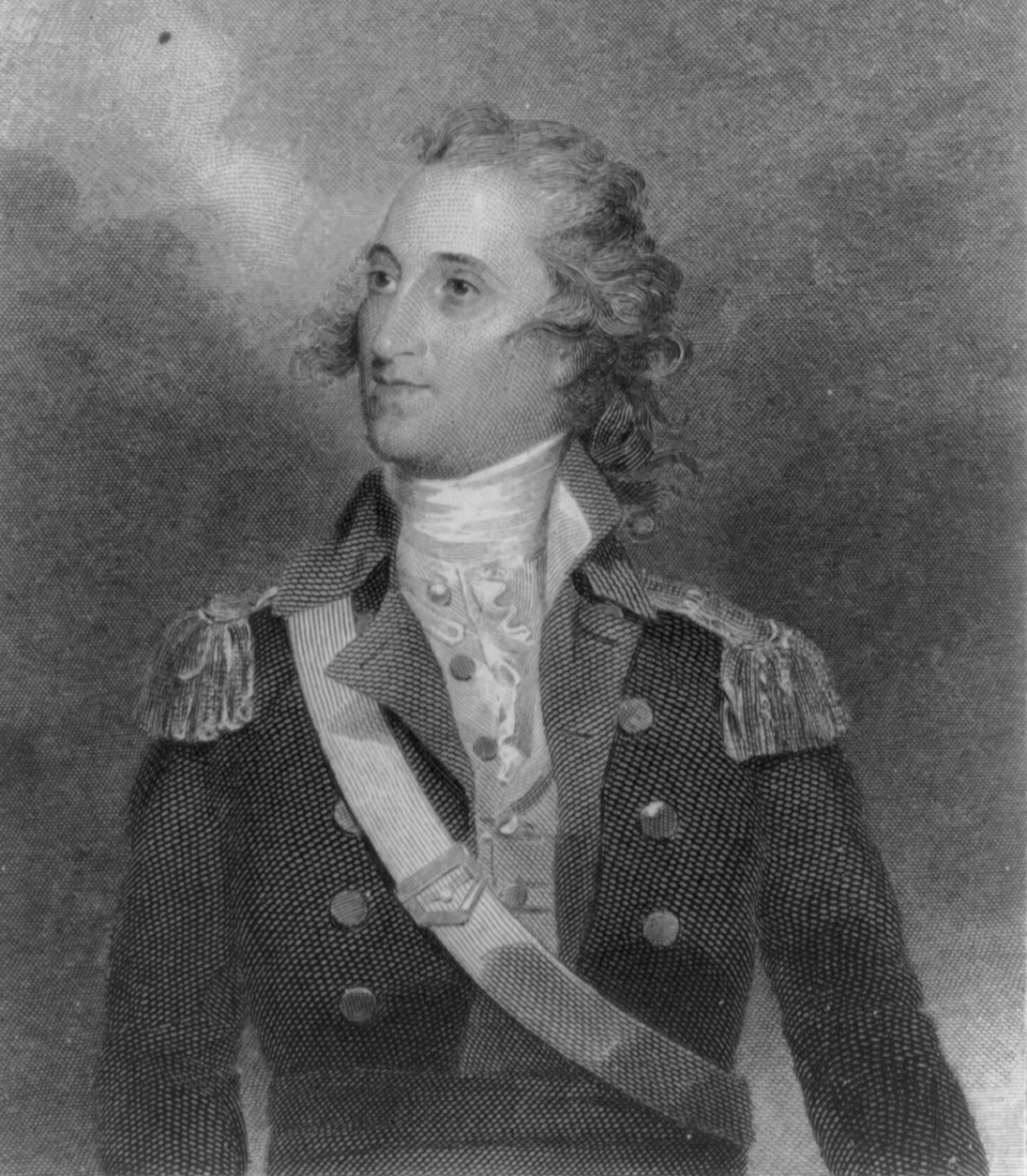
Thomas Pinckney (Carolina do Sul)
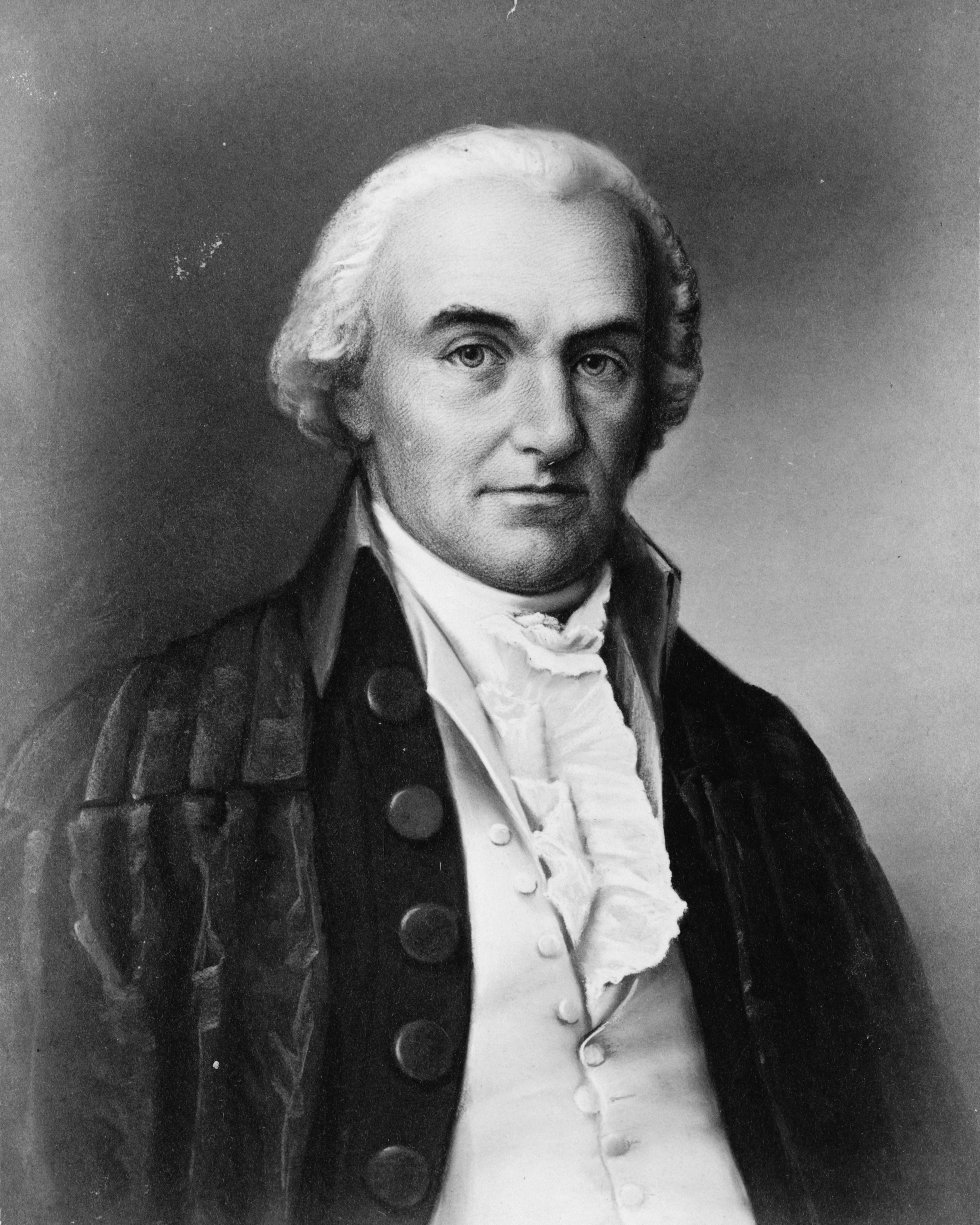
Oliver Ellsworth (Connecticut)
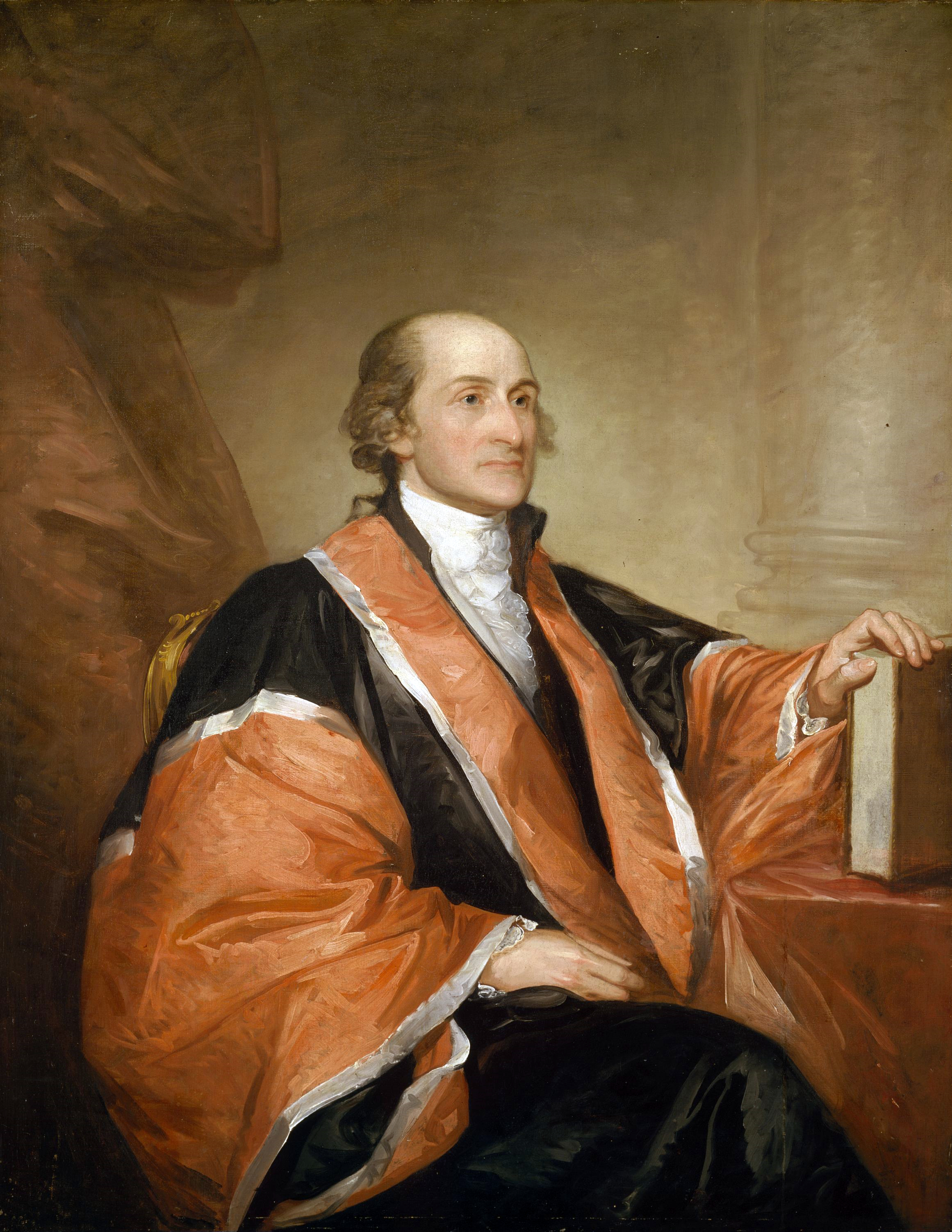
John Jay (Nova Iorque)
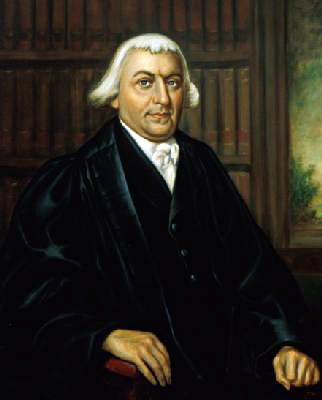
James Iredell (Carolina do Norte)
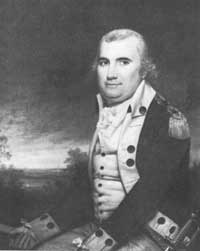
Charles Cotesworth Pinckney (Carolina do Sul)

### Foto dos candidatos democratas-republicanos

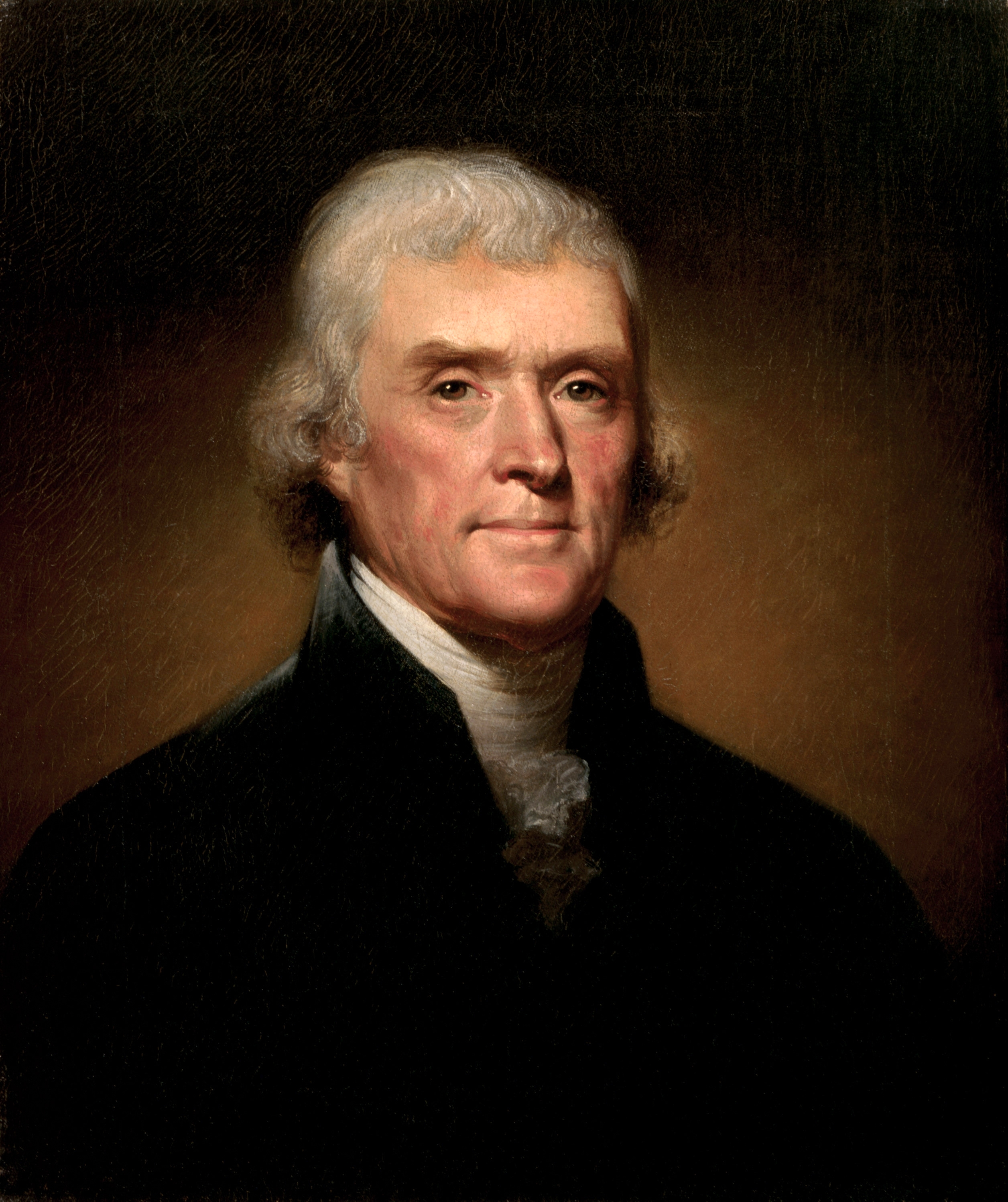
Thomas Jefferson (Virgínia)
Aaron Burr (Nova Iorque)
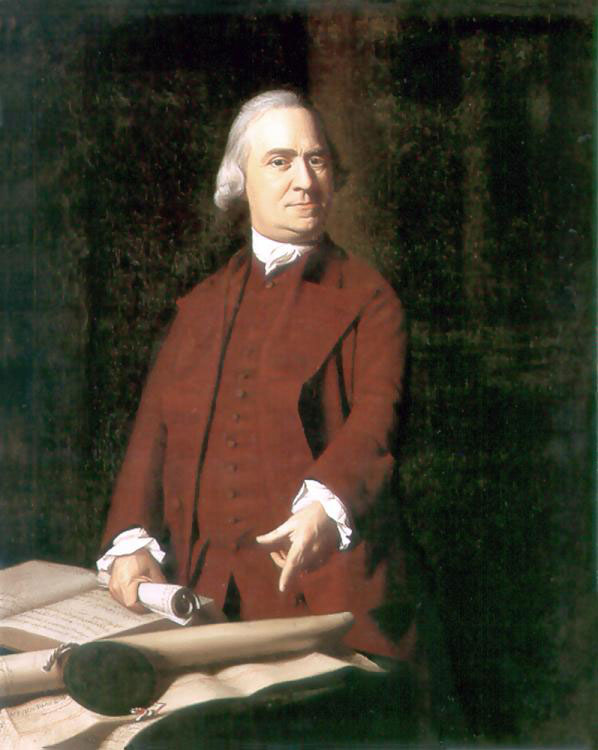
Samuel Adams (Massachusetts)
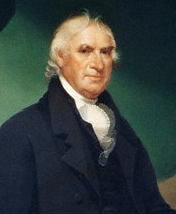
George Clinton (Nova Iorque)

## Processo eleitoral
Os eleitores comuns elegem os grandes eleitores que formam o Colégio Eleitoral. A quantidade de grandes eleitores por estado varia de acordo com o tamanho da delegação daquele estado no Congresso. Em quase todos os estados, o vencedor do voto popular leva todos os votos do Colégio Eleitoral.
Os dezesseis estados da União participaram na nomeação de seus "eleitores" no Colégio Eleitoral. Oito deles escolheram uma comissão para a legislatura do estado, e os outros tiveram em conta o voto direto dos cidadãos.
Só seis estados, no entanto, fizeram designar os seus "eleitores" unicamente por voto direto dos cidadãos. Cento e trinta e oito (138) grandes eleitores puderam assim participar no voto decisivo.

## Resultados
| Resultado geral da eleição presidencial dos Estados Unidos em 1796 | Resultado geral da eleição presidencial dos Estados Unidos em 1796 | Resultado geral da eleição presidencial dos Estados Unidos em 1796 | Resultado geral da eleição presidencial dos Estados Unidos em 1796 | Resultado geral da eleição presidencial dos Estados Unidos em 1796 | Resultado geral da eleição presidencial dos Estados Unidos em 1796 | Resultado geral da eleição presidencial dos Estados Unidos em 1796 |
| Candidato a presidente                                             | Estado de origem                                                   | Partido                                                            | Partido                                                            | Voto popular(a), (b), (c)                                          | Voto popular(a), (b), (c)                                          | Colégio Eleitoral                                                  |
| Candidato a presidente                                             | Estado de origem                                                   | Partido                                                            | Partido                                                            | Votos                                                              | Porcentagem                                                        | Colégio Eleitoral                                                  |
| ------------------------------------------------------------------ | ------------------------------------------------------------------ | ------------------------------------------------------------------ | ------------------------------------------------------------------ | ------------------------------------------------------------------ | ------------------------------------------------------------------ | ------------------------------------------------------------------ |
| John Adams                                                         | Massachusetts                                                      |                                                                    | Federalista                                                        | 35.726                                                             | 53,4%                                                              | 71                                                                 |
| Thomas Jefferson                                                   | Virgínia                                                           |                                                                    | Democrata-Republicano                                              | 31.115                                                             | 46,6%                                                              | 68                                                                 |
| Thomas Pinckney                                                    | Carolina do Sul                                                    |                                                                    | Federalista                                                        | —                                                                  | —                                                                  | 59                                                                 |
| Aaron Burr                                                         | Nova Iorque                                                        |                                                                    | Democrata-Republicano                                              | —                                                                  | —                                                                  | 30                                                                 |
| Samuel Adams                                                       | Massachusetts                                                      |                                                                    | Democrata-Republicano                                              | —                                                                  | —                                                                  | 15                                                                 |
| Oliver Ellsworth                                                   | Connecticut                                                        |                                                                    | Federalista                                                        | —                                                                  | —                                                                  | 11                                                                 |
| George Clinton                                                     | Nova Iorque                                                        |                                                                    | Democrata-Republicano                                              | —                                                                  | —                                                                  | 7                                                                  |
| John Jay                                                           | Nova Iorque                                                        |                                                                    | Federalista                                                        | —                                                                  | —                                                                  | 5                                                                  |
| James Iredell                                                      | Carolina do Norte                                                  |                                                                    | Federalista                                                        | —                                                                  | —                                                                  | 3                                                                  |
| George Washington                                                  | Virginia                                                           |                                                                    | sem partido                                                        | —                                                                  | —                                                                  | 2                                                                  |
| John Henry                                                         | Maryland                                                           |                                                                    | Federalista                                                        | —                                                                  | —                                                                  | 2                                                                  |
| Samuel Johnston                                                    | Carolina do Norte                                                  |                                                                    | Federalista                                                        | —                                                                  | —                                                                  | 2                                                                  |
| Charles Cotesworth Pinckney                                        | Carolina do Sul                                                    |                                                                    | Federalista                                                        | —                                                                  | —                                                                  | 1                                                                  |
| Total                                                              | Total                                                              | Total                                                              | Total                                                              | 66.841                                                             | 100%                                                               | 276                                                                |
| Necessários para vencer                                            | Necessários para vencer                                            | Necessários para vencer                                            | Necessários para vencer                                            | Necessários para vencer                                            | Necessários para vencer                                            | 70                                                                 |

(a)Votos de eleitores Federalistas foram atribuídos a John Adams e votos de eleitores Democrata-Republicano foram atribuídos a Thomas Jefferson.

(b)Apenas 9 dos 16 estados escolheram eleitores por qualquer forma de voto popular.

(c)Os estados que escolheram eleitores pelo voto popular tinham muitas diferentes restrições ao sufrágio por meio de exigências de propriedade.

## Seleção dos "eleitores" do Colégio Eleitoral
| Métodos da escolha dos "eleitores" | Estado (s)                                                                               |
| --- | ---------------------------------------------------------------------------------------- |
| Cada eleitor é nomeado pelo legislativo estadual | Connecticut, Delaware, Nova Jersey, Nova Iorque, Rhode Island, Carolina do Sul, Vermont. |
| O estado é dividido em distritos eleitorais, os eleitores de cada distrito escolhem um "eleitor". | Kentucky, Maryland, Carolina do Norte, Virgínia.                                         |
| Cada "eleitor" é escolhido pelos eleitores em todo o estado. | Geórgia, Pensilvânia.                                                                    |
| Dois "eleitores" são nomeados pelo legislativo estadual; Os outros "eleitores" são escolhidos pelo legislativo estadual sendo da lista dos dois principais candidatos mais votados em cada distrito do Congresso.                                          | Massachusetts.                                                                           |
| Cada "eleitor" é escolhido pelos eleitores em todo o estado, no entanto, se nenhum candidato conseguir maioria, o legislativo estadual nomeia o "eleitor" dos dois candidatos mais votados.                                                                | Nova Hampshire.                                                                          |
| O estado é dividido em distritos eleitorais, com um "eleitor" sendo escolhidos por distrito; Cada município escolhe uma representante eleitoral pelo voto popular; O "eleitor" é escolhido por delegados eleitorais dos municípios dentro de seu distrito. | Tennessee.                                                                               |